# 中森義宗
中森 義宗（なかもり よしむね、1923年2月5日 - 没年不明）は、日本の美術史家、翻訳家。

## 来歴
東京生まれ。1946年中央大学経済学部卒、1950年東京大学文学部美術史学科卒。1955年同・大学院修了。1952年中央大学附属図書館司書、1965年武蔵野美術大学講師、1970年成城大学短期大学部助教授、1978年千葉大学教養部教授、1986年定年退官、多摩美術大学教授。
1976年、『ホーガス ヨーロッパ美術に占める位置』で日本翻訳出版文化賞受賞。

## 著書
- 『ミケランジェロ』（国土社、世界伝記文庫） 1979
- 『レオナルド・ダ・ヴィンチ』（国土社、世界伝記文庫） 1980
- 『キリスト教シンボル図典』（東信堂、世界美術双書） 1993
- 『図像の世界 時・空を超えて』（東信堂） 2000

### 共編著
- 『画題の辞典』（編、美術出版社） 1955
- 『美術作品に見るキリスト』（田中忠雄, 柳宗玄共編集、日本基督教団出版部） 1956
- 『講談社版世界美術 第7 ロマネスク・ゴシック』（前川誠郎共編、講談社） 1966
- 『モナ・リザ AからZまで』（中山公男, 桑原住雄共著、朝日ソノラマ） 1974
- 『ファブリ研秀世界美術全集 1 ジョット, マサッチオ, フラ・アンジェリコ, ピエロ・デラ・フランチェスカ』（研秀出版） 1975
- 『西洋の美術 2 初期キリスト教美術・ビザンチン・初期中世・ロマネスク・ゴシック・イタリアールネサンス』（中山公男編、馬杉宗夫, 越宏一共著、旺文社）1976
- 『世界美術全集 3 ミケランジェロ』（高田博厚共著、小学館） 1977
- 『美術史 西洋』（中山公男共編、近藤出版社） 1978
- 『美術における右と左』（衛藤駿, 永井信一共著、中央大学出版部） 1981
- 『ルネサンスの人間像』（岩重政敏共編、近藤出版社） 1981
- 『絵画と文学 絵は詩のごとく』（編、中央大学出版部） 1984
- 『美と新生』（坂井昭宏共編、東信堂） 1988
- 『美とかたち』（上村保子共編、東信堂） 1989
- 『キリスト教美術図典』（柳宗玄共編、吉川弘文館） 1990

## 翻訳
- 『イタリアの美術』（アンソニー・ブラント、鹿島出版会、SD選書） 1968
- 『フイレンツェ絵画とその社会的背景』（フレデリック・アンタル、岩崎美術社、美術名著選書） 1968
- 『数奇な芸術家たち 土星のもとに生まれて』（ルドルフ&マーゴット・ウィットコウアー、清水忠共訳、岩崎美術社） 1969
- 『キリスト教図像辞典』（訳編、近藤出版社） 1970
- 『視覚芸術の意味』（アーウィン・パノフスキー、内藤秀雄, 清水忠共訳、岩崎美術社、美術名著選書） 1971
- 『ヒューマニズム建築の源流』（ルドルフ・ウィットコウワー、彰国社） 1971
- 『ルネサンスの春』（パノフスキー、清水忠共訳、思索社） 1973
- 『美術アカデミーの歴史』（ニコラウス・ペヴスナー、内藤秀雄共訳、中央大学出版部） 1974
- 『ホーガス ヨーロッパ美術に占める位置』（フレデリック・アンタル、蛭川久康共訳、英潮社） 1975
- 『ミケランジェロの建築』（ジェームス・S・アッカーマン、彰国社） 1976
- 『中世の女たち』（アイリーン・パウア、M・M・ポスタン編、阿部(安部)素子共訳、思索社） 1977
- 『ペスト後のイタリア絵画 14世紀中頃のフィレンツェとシェナの芸術・宗教・社会』（ミラード・ミース、中央大学出版部） 1978
- 『中世の芸術家たち』（アンドリュー・マーティンデイル、安部素子共訳、思索社） 1979
- 『パッラーディオの建築』（ジェームズ・S・アッカーマン、彰国社） 1979
- 『ヴェロネーゼ』（エンツォ・オルランディ編、評論社、カラー版世界の巨匠） 1980
- 『イデア』（E・パノフスキー、野田保之, 佐藤三郎共訳、思索社） 1982
- 『アルブレヒト・デューラー 生涯と芸術』（アーウィン・パノフスキー、清水忠共訳、日貿出版社） 1984
- 『美術史とはなにか』（マーク・ロスキル、日貿出版社） 1987
- 『ランドゥッチの日記 ルネサンス一商人の覚え書』（安保大有共訳、近藤出版社） 1988
- 『美術史の辞典』（ポール・デューロ, マイケル・グリーンハルシュ、清水忠共訳、東信堂） 1998
- 『イタリア・ルネサンス事典』（J・R・ヘイル編、監訳、東信堂） 2003
- 『オックスフォードキリスト教美術・建築事典』（ピーター・マレイ, リンダ・マレイ、監訳、東信堂） 2013

## 論文
- <中森義宗